# Tegelarijpad
Het Tegelarijpad is een voetpad in Amsterdam-Zuidoost. Ze ligt in de buurt Reigersbos-Midden

## Straat
De straat kreeg per raadsbesluit 18 mei 1983 haar naam; een vernoeming Huis de Tegelerye, in 2020 in het monumentenregister vermeld als rechthoekig edelmanshuis, deels omgracht met daarbij een zware vierkante toren. De gemeente omschreef het tijdens de naamgeving als een boerderij met de restanten van een zeventiende-eeuwse toren van een voormalige edelmanswoning in Maasniel. Maasniel ging 1959 op in Roermond. Het pad zorgt volgens Basisregistratie Adressen en Gebouwen van Amsterdam dat een rijtje eengezinswoningen bereikbaar is vanaf het Abcouderpad, waaraan het Tegelarijpad parallel loopt. Het Tegelarijpad ligt dan parallel aan het Abcouderpad tussen grofweg de Tienraaikade en het Tjepmapad; een pad dat langs de metrolijn 50 en metrolijn 54 loopt. Echter straatnaambordjes geven aan dat ook het stuk tussen de Toutenburg- en Tielstraat tot het Tegelarijpad behoren. Aan dat deel staan wel huizen, doch zonder huisnummers aan het pad.
Het pad heeft volgens BAG slechts aan een zijde bebouwing, die alleen even huisnummers meekreeg (van 2 tot en met 36). De woningen kijken daarbij uit op een groenstrook, een  speelveldje en het eerdergenoemde Abcouderpad. De meeste straten hebben huisnummers lopend vanaf het centrum naar buiten; het Tegelarijpad loopt qua nummering van zuid naar noord, dus richting stad.

## Kunst
Naast het pand Tegelarijpad staat sinds 2019/2020 een kunstwerk zonder titel en zonder opgave van kunstenaar.

## Afbeeldingen

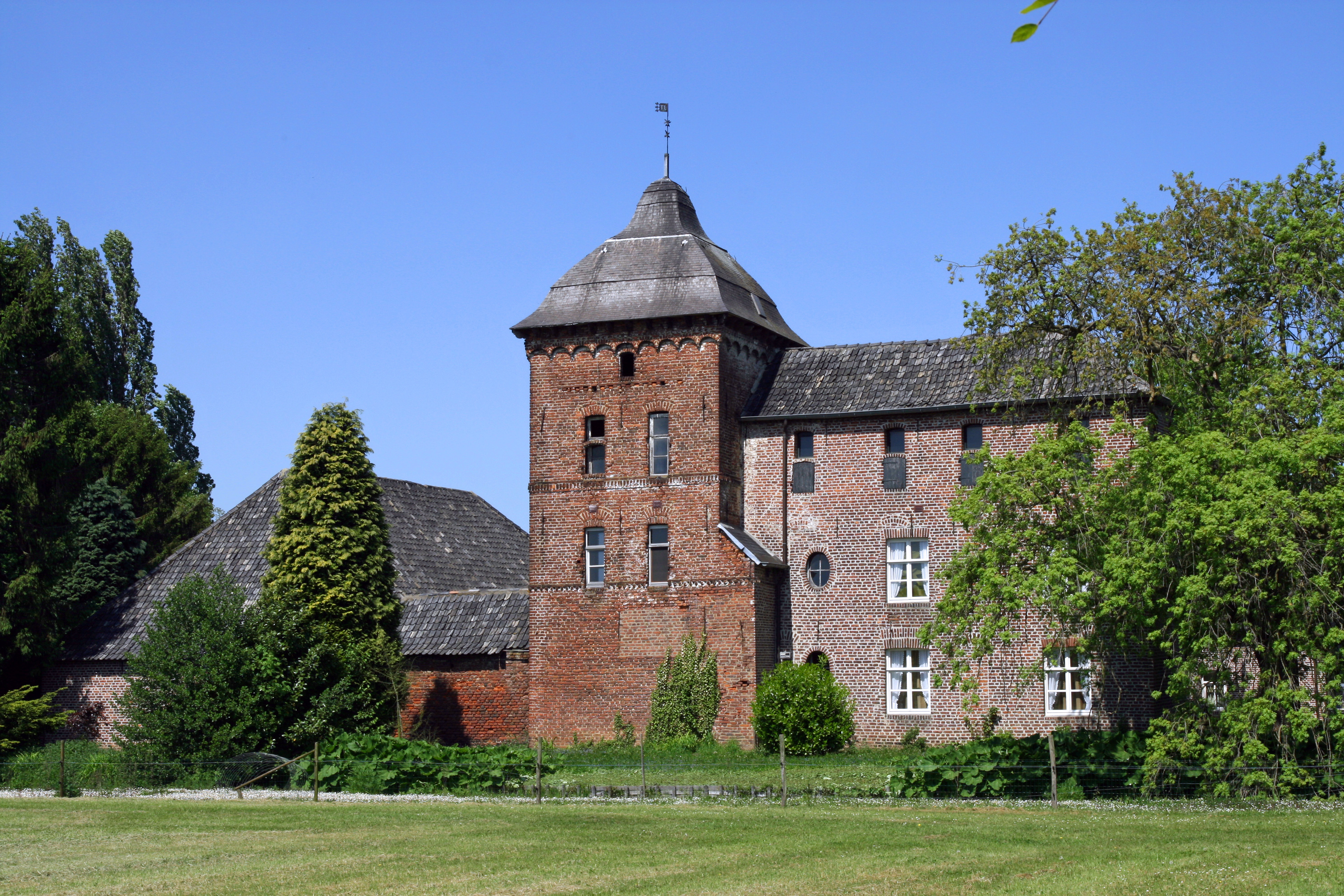
Kasteel van Tegelarije (2008)

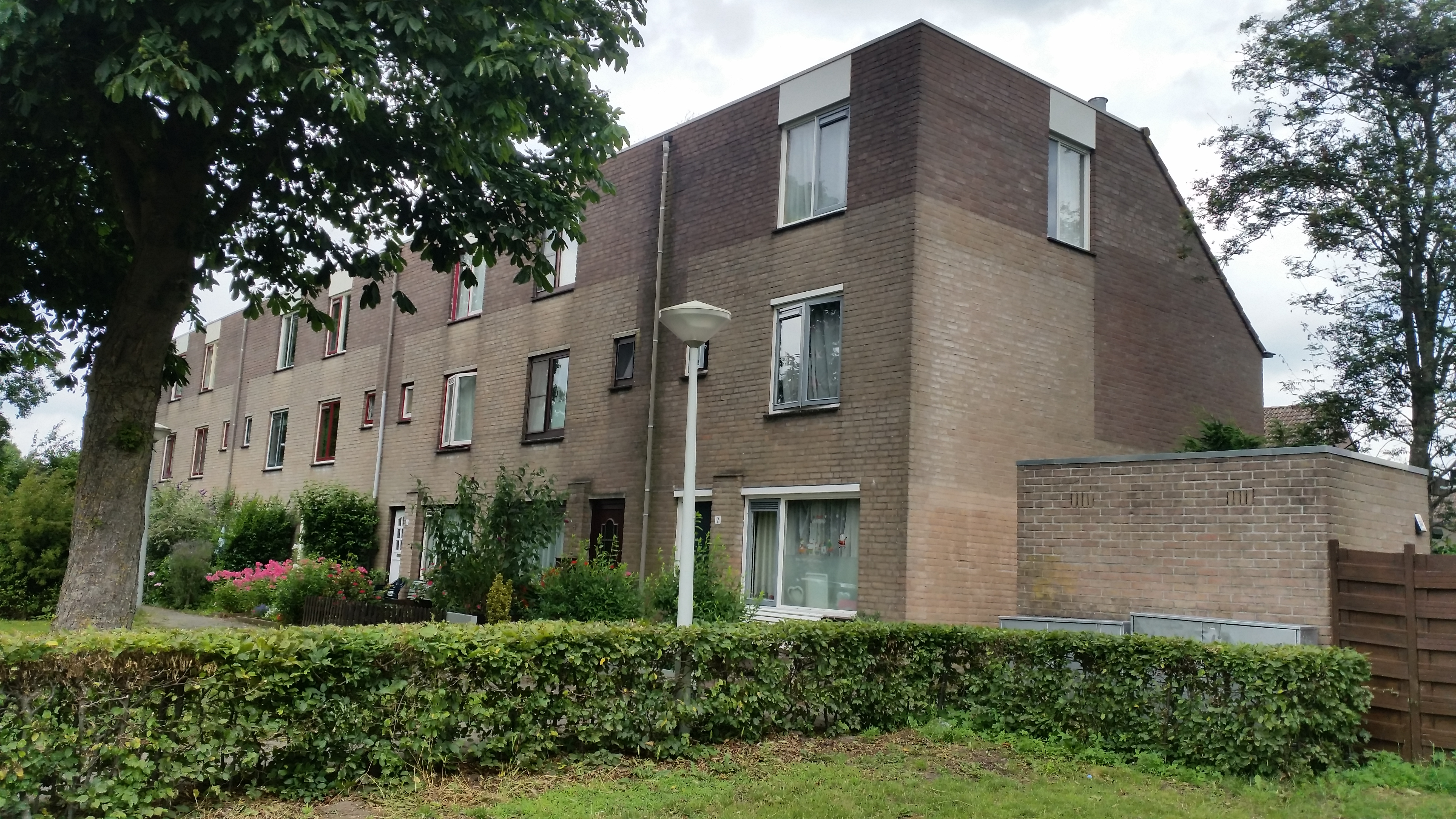
Tegelarijpad (juli 2020)